# Bell YAH-63
Bell Model 409/YAH-63 je bil eksperimentalni jurišni helikopter, ki ga je Bell razvijal za ameriški Advanced Attack Helicopter (AAH) razpis. YAH-63 ni bi izbran, namesto njega so naročili Hughesov predlog Model 77/YAH-64, ki je pozneje postal AH-64 Apache. 

## Specifikacije (YAH-63)
Podatki iz Frawley, Gerard (2002). The International Directory of Military Aircraft. Aerospace Publications Pty Ltd. ISBN 1-875671-55-2.
Splošne karakteristike
- Posadka: 2: pilot in operater orožnih sistemov
- Dolžina: 44 ft 7 in (13,6 m)
- Premer rotorja: 48 ft (14,6 m)
- Višina: 13 ft 5 in (4,1 m)
- Površina rotorjev: 530,83 ft² (168,1 m²)
- Teža praznega letala: 6600 lb (2993 kg)
- Maks. vzletna teža: 14750 lb (4500 kg)
- Pogon letala: 2 ×  turbogredni motor General Electric T700, 1680 KM (1300 kW)  vsak

 Zmogljivost 
- Maks. hitrost: 170 vozlov (210 mph, 338 km/h)
- Doseg: 317 nmi (365 mi, 587 km)
- Višina leta: 12200 ft (3720 m)
- Hitrost vzpenjanja: 1620 ft/min (8,2 m/s)

Oborožitev

- 3-cevni 30mm XM188 Gatling top
- 2,75 in (70 mm) rakete
- Do 8 protioklepnihr raket BGM-71 TOW